# ويسين
خوان لويس موريرا لونا (19 ديسمبر 1978 في كايي، بورتو ريكو) والمعروف في الوسط الفني باسم ويسين (ب[] خطأ: {{اللغة-؟؟}}: لا نص (مساعدة)) هو مغني، مغن مؤلف ومنتج موسيقي من بورتوريكو معروف بتوجهه لنوع ريغيه تون الموسيقي، وهو أحد عضوي فرقة ويسين أند ياندل الموسيقية. أصدر أول ألبوماته باسم الناجي (بالإسبانية: El Sobreviviente) في 2004، ثم بعد ذلك بعشر سنوات في 2014 أصدر ثاني ألبوماته بعنوان عودة الناجي (بالإسبانية: El Regreso del Sobreviviente)، وقد تعاون مؤخرا مع برينس رويس من خلال جولته الموسقية باسم القوة والحب  (بالإنجليزية: Power and Love).

## مسيرته

### الثنائيويسين و ياندل
خلال دراسته، التقى ويسين بياندل، حيث قاما بأداء ديو موسيقي خلال أوخر التسعينات وبداية الألفينات ثم أطلقا ألبوممهما باسم ملوك الألفية الجديدة (بالإسبانية: Los Reyes del Nuevo Milenio) في 2000، ثم في 2003 أطلقا ثاني ألبوم بعنوان حياتي.. حياتي (بالإسبانية: Mi Vida... My Life)، ثم ألبوم من أجل العالم (بالإسبانية: Pa'l Mundo) الذي لاقى نجاحا كبير في 2005.
في 2005 أيضا قاما بإطلاق شركة تسجيلات خاصتها باسم دابليو واي رايكوردز (بالإنجليزية: WY Records)

### ديسكوغرافيا
| الناجي                             | - الإصدار: 10 فبراير 2004 - الصيغة: تحميل موسيقى، قرص مضغوط | –  | 20 | –  | 16 | – | –  |  |
| عودة الناجي                        | - الإصدار: 18 مارس 2014 - الصيغة: تحميل موسيقى، قرص مضغوط   | 50 | 3  | 9  | 1  | 9 | 74 |  |
| الثلاثية                           | - الإصدار: 11 سبتمبر 2015 - الصيغة: تحميل موسيقى، قرص مضغوط | –  | 1  | 15 | –  | – | –  |  |
| "—" معلومات غير متوفرة في المنطقة. |                                                             |    |    |    |    |   |    |  |